# Kevin Williams (football américain)
Pour les articles homonymes, voir Kevin Williams (basket-ball) et Williams.
(en) Statistiques sur pro-football-reference
Kevin Williams (né le 16 août 1980 à Arkadelphia) est un joueur américain de football américain.

## Enfance
Williams joue au football américain à la Fordyce High School, comme tight end et dans la ligne défensive. Lors de sa dernière saison, il reçoit neuf passes pour deux touchdowns. En défense, il fait soixante tacles, vingt pour une perte, cinq sacks, un fumble retourné en touchdown ainsi qu'une interception, retourné en touchdown.

## Carrière

### Université
Il entre à l'université d'État d'Oklahoma où il débute quarante-deux matchs sous le maillot des Cowboys. Il fait 160 tacles, trente-huit tacles pour une perte et 18,5 sacks.

### Professionnel
Kevin Williams est sélectionné au premier tour du draft de la NFL de 2003 par les Vikings du Minnesota au neuvième choix. Il montre de grandes choses lors de sa saison de rookie, jouant tous les matchs de la saison comme titulaire et faisant 10,5 sacks. Il fait trois sacks lors du dernier match de la saison régulière contre les Cardinals de l'Arizona.
En 2004, il est sélectionné pour la première fois au Pro Bowl et dans l'équipe All-Pro de la saison. Le 23 décembre 2006, il signe un nouveau contrat avec les Vikings d'une durée de sept ans de cinquante millions de dollars. En 2007, lors du premier match de la saison, il intercepte une passe de Joey Harrington contre les Falcons d'Atlanta, qu'il retourne en touchdown de cinquante-quatre yards. Lors de la quatorzième journée, contre les 49ers de San Francisco, il intercepte une passe de Trent Dilfer, qu'il retourne en touchdown.
Williams suscite la controverse le 2 décembre 2008 après avoir reçu une suspension de quatre match pour avoir usé d'un diurétique, masquant la prise de stéroïde. Après deux très bonnes saisons 2008 et 2009, il est sélectionné au Pro Bowl en 2010 mais pas dans l'équipe de la saison. Le 22 septembre, il est annoncé comme incertain avant le match contre les Lions de Détroit.

## Palmarès
- Sélection au Pro Bowl au 2004, 2006, 2007, 2008, 2009 et 2010
- Équipe All-Pro de la saison 2004, 2006, 2007, 2008, 2009.
- Équipe NFL de la décennie 2000
- Seul joueur ayant retourné un fumble en touchdown en 2006